# Mark Lewisohn
Mark Lewisohn, född 16 juni 1958 i London, är en brittisk historiker och författare. Han är en av de främsta experterna på The Beatles och har skrivit flera böcker om gruppen utifrån en vetenskaplig historiemetodik:
- The Beatles Live! (1986)
- The Beatles: 25 Years in the Life: A Chronology 1962–1987 (1987)
- The Complete Beatles Recording Sessions: The Official Story of the Abbey Road Years (1988, nyupplaga 2013)
- The Beatles Day by Day: A Chronology 1962–1989 (1990)
- The Complete Beatles Chronicle (1992)
- All Those Years – Volume One: Tune In (2013, även utökad upplaga, behandlar tiden till och med 1962)

Mark Lewisohn har också skrivit texten på skivomslagen till The Beatles tre dubbel-CD-album Anthology 1, Anthology 2 och Anthology 3, som kom ut i mitten och slutet av 1990-talet. Han har därtill givit ut en bok om brittisk TV-komedihistoria, Radio Times Guide to TV Comedy (1998).